# Манускрипт 5229
MS 5229 — манускрипт XIII века, 210 folia (420 страниц), хранится в библиотеке Разави (араб. کتابخانه عمومى رضوى‎) в Мешхеде. Был обнаружен в 1923 году башкирско-турецким учёным Ахмет-Заки Валидовым. Манускрипт содержит коллекцию арабских географических трактатов, наиболее примечательный из которых — описание посольства Ибн Фадлана в Волжскую Булгарию X века.
Содержание:
- Ибн аль-Факих: Aẖbar al-buldan «Обзор земель» (стр. 1)
- Абу Дулаф аль-Хазраджи: ar-Risalatu-l-ūla «Первое описание» (стр. 347)
- Абу Дулаф аль-Хазраджи: ar-Risalatu-ṯ-ṯnaniat «Второе описание» (стр. 362)
- Ибн Фадлан: Ma šahidat fi baladi-t-turk wa al-ẖazar wa ar-rus wa aṣ-ṣaqalibat wa al-bašġird wa ġirham «Отчёт о землях тюрков, хазар, русов, славян и башкир» (стр. 390)